# Copa do Mundo de Rugby League de 1975
A Copa do Mundo de Rugby League de 1975 foi a sétima edição do torneio. Ocorreu três anos depois da anterior.
Diferentemente das edições anteriores, a de 1975 não teve sede fixa. Os públicos pequenos da Copa antecessora fizeram com que os organizadores reformulassem o torneio, transformando-o em uma Série Mundial (World Series), com os competidores enfrentando-se um ao outro dentro e fora de casa. A Austrália, que tradicionalmente é a seleção de rugby league mais forte do mundo, foi campeã pela quarta vez. Seria também o primeiro de seis títulos seguidos dos Kangaroos.
Foi a primeira edição a contar com mais de quatro seleções participantes. Mesmo assim, em virtude da pequena difusão global em alto nível da modalidade, foram cinco: Austrália, França, Inglaterra, Nova Zelândia e País de Gales. As seleções inglesa (que seria a vice-campeã) e galesa disputaram a competição pela primeira vez, substituindo a da Grã-Bretanha.
O formato de série mundial entre cinco seleções com turno e returno seria o utilizado na década de 1980, mas não agradou a princípio em 1975. A Copa do Mundo seguinte, em 1977, acabou retomando a forma clássica, com sede fixa, turno único e quatro seleções (com a reintrodução da britânica nos lugares da inglesa e galesa).

## Resultados
| 2 Março |      |               |                                                               |
| França  | 14–7 | País de Gales | Stadium Municipal, Tolosa Público: 7,563 Árbitro: G.F. Lindop |
|         |      |               | Stadium Municipal, Tolosa Público: 7,563 Árbitro: G.F. Lindop |

| 16 Março   |      |        |                                                                 |
| Inglaterra | 20–2 | França | Headingley, Leeds Público: 10,842 Árbitro: K. Page (H.G. Hunt ) |
|            |      |        | Headingley, Leeds Público: 10,842 Árbitro: K. Page (H.G. Hunt ) |

| 1 Junho   |      |               |                                     |
| Austrália | 36–8 | Nova Zelândia | Lang Park, Brisbane Público: 12,000 |
|           |      |               | Lang Park, Brisbane Público: 12,000 |

| 10 Junho   |      |               |                                    |
| Inglaterra | 7–12 | País de Gales | Lang Park, Brisbane Público: 6,000 |
|            |      |               | Lang Park, Brisbane Público: 6,000 |

| 14 Junho  |       |               |                                               |
| Austrália | 30–13 | País de Gales | Sydney Cricket Ground, Sydney Público: 25,386 |
|           |       |               | Sydney Cricket Ground, Sydney Público: 25,386 |

| 15 Junho      |      |        |                                                   |
| Nova Zelândia | 27–0 | França | Addington Showground, Christchurch Público: 2,500 |
|               |      |        | Addington Showground, Christchurch Público: 2,500 |

| 21 Junho      |       |            |                                       |
| Nova Zelândia | 17–17 | Inglaterra | Carlaw Park, Auckland Público: 12,000 |
|               |       |            | Carlaw Park, Auckland Público: 12,000 |

| 22 Junho  |      |        |                                    |
| Austrália | 26–6 | França | Lang Park, Brisbane Público: 9,000 |
|           |      |        | Lang Park, Brisbane Público: 9,000 |

| 28 Junho  |       |            |                                               |
| Austrália | 10–10 | Inglaterra | Sydney Cricket Ground, Sydney Público: 33,858 |
|           |       |            | Sydney Cricket Ground, Sydney Público: 33,858 |

| 28 Junho      |      |               |                                      |
| Nova Zelândia | 13–8 | País de Gales | Carlaw Park, Auckland Público: 9,368 |
|               |      |               | Carlaw Park, Auckland Público: 9,368 |

| 20 Setembro |       |               |                                                |
| Inglaterra  | 22–16 | País de Gales | Wilderspool Stadium, Warrington Público: 5,034 |
|             |       |               | Wilderspool Stadium, Warrington Público: 5,034 |

| 27 Setembro   |      |           |                                       |
| Nova Zelândia | 8–24 | Austrália | Carlaw Park, Auckland Público: 18,000 |
|               |      |           | Carlaw Park, Auckland Público: 18,000 |

| 11 Outubro |      |            |                                                |
| França     | 2–48 | Inglaterra | Stade du Parc Lescure, Bordeaux Público: 1,581 |
|            |      |            | Stade du Parc Lescure, Bordeaux Público: 1,581 |

| 17 Outubro |       |               |                                           |
| França     | 12–12 | Nova Zelândia | Stade Vélodrome, Marselha Público: 10,000 |
|            |       |               | Stade Vélodrome, Marselha Público: 10,000 |

| 19 Outubro    |      |           |                                      |
| País de Gales | 6–18 | Austrália | Vetch Field, Swansea Público: 11,112 |
|               |      |           | Vetch Field, Swansea Público: 11,112 |

| 26 Outubro |       |               |                                        |
| Inglaterra | 27–12 | Nova Zelândia | Odsal Stadium, Bradford Público: 5,507 |
|            |       |               | Odsal Stadium, Bradford Público: 5,507 |

| 26 Outubro |      |           |                                                |
| França     | 2–41 | Austrália | Stade Gilbert Brutus, Perpinhã Público: 10,440 |
|            |      |           | Stade Gilbert Brutus, Perpinhã Público: 10,440 |

| 1 Novembro |       |           |                                    |
| Inglaterra | 16–13 | Austrália | Central Park, Wigan Público: 9,353 |
|            |       |           | Central Park, Wigan Público: 9,353 |

| 2 Novembro    |       |               |                                     |
| País de Gales | 25–24 | Nova Zelândia | Vetch Field, Swansea Público: 2,645 |
|               |       |               | Vetch Field, Swansea Público: 2,645 |

| 6 Novembro    |      |        |                                     |
| País de Gales | 23–2 | França | The Willows, Salford Público: 2,247 |
|               |      |        | The Willows, Salford Público: 2,247 |

### Pontuação corrida
| Seleção       | Jogos | Vitórias | Empates | Derrotas | Pontos Pró | Pontos Contra | Saldo | Pontos |
| ------------- | ----- | -------- | ------- | -------- | ---------- | ------------- | ----- | ------ |
| Austrália     | 8     | 6        | 1       | 1        | 198        | 69            | +129  | 13     |
| Inglaterra    | 8     | 5        | 2       | 1        | 167        | 84            | +83   | 12     |
| País de Gales | 8     | 3        | 0       | 5        | 110        | 130           | −20   | 6      |
| Nova Zelândia | 8     | 2        | 2       | 4        | 121        | 149           | −28   | 6      |
| França        | 8     | 1        | 1       | 6        | 40         | 204           | −164  | 3      |

### Final
| 12 Novembro |      |           |                                          |
| Inglaterra  | 0–25 | Austrália | Headingley Stadium, Leeds Público: 7,680 |
|             |      |           | Headingley Stadium, Leeds Público: 7,680 |